# Elacatis variegatus
Elacatis variegatus es una especie de coleóptero de la familia Salpingidae.

## Distribución geográfica
Habita en Camerún.